# عباس أباد (حسين أباد)
عباس أباد (بالفارسية: عباس‌آباد) هي قرية تقع في إيران في قسم حسین أباد. يقدر عدد سكانها بـ 218 نسمة .